# Karen Busck
Karen Busck (født 5. januar 1975) er en dansk sanger og sangskriver, der debuterede med albummet Hjertet ser i 2001. Herfra fik hun et hit med duetten "Hjertet ser" sunget med Erann DD. Hun har været dommer i tv-programmet Stjerne for en aften i 2003 og er uddannet musiklærer fra Det Jyske Musikkonservatorium.

## Diskografi
- Hjertet ser (2001)
- By (2003)
- En kærlighedsaffære (2008)
- København (2016)